# 厦金跨海大桥
厦金大桥是中華人民共和國正在规划建设的桥梁，預定讓中華人民共和國福建省厦门市以及中華民國福建省金門縣之间实现公路连接，此橋樑可以方便两地居民交通往來。
依据中华人民共和国国家发展和改革委员会和交通运输部于2022年联合发布的《国家公路网规划》文件，厦金大桥属于其厦金高速（厦门—金门高速公路）组成部分。此外，厦金大桥亦是中國福建示範區計劃的一部份。厦金大桥（厦门段）已于2023年10月29日开工，预计2026年与厦门翔安机场及机场高速同步建成并开通运营。厦金大桥（厦门段）主线已预留往南安市以及金门县方向施工条件。而金门段则受海峡两岸现状影响，目前停留在纸面规划上，属远期实施项目，具体实施日期待定。部分台湾政治人物，如中國國民黨立委陳玉珍、前台北市長柯文哲等人，均曾表達支持该项建设计划。

## 規劃

### 厦门
厦金高速，即厦门—金门高速公路，中华人民共和国国家高速公路网编号为G1534，是2022年版《国家公路网规划》新增的一条联络线性质的国家高速公路。该高速为G15沈海高速的联络线。
中国大陆政府针对金门通桥议题，提出过以下三个方案：
1. 从金门岛（金东）经角屿、小嶝岛到大嶝岛。
2. 直接从金门岛（金东）建大桥到达大嶝岛东侧。
3. 从金门岛（金东）经过小嶝岛到厦门市与泉州南安市石井镇的交界处

根据《海峡西岸经济区高速公路网布局规划（修编）（2008－2020年）》，金厦跨海大桥将成为福建省“三纵八横”高速公路网的一条跨区域联络线“厦门—金门”联络线的一部分。
2019年10月13日上午，兩岸40多名專家齊聚福州，就福州至馬祖（榕馬）、廈門至金門（廈金）通橋方案等議題展開專門研討，現時兩地通橋已形成初步方案。其中廈金大橋的方案較為成熟，大橋計畫以廈門本島為起點，經過廈門翔安的新機場，再聯通金門島。同時根據大橋不同區段的車流量需要，還將分別設計4至8車道的橋樑。
2019年12月3日，由福建省港澳臺辦召开的政策說明會上，閩臺能源資源互通取得進展，廈門至金門的廈金大橋、福州至馬祖的榕馬大橋項目已提出線路比選方案，並開展大陸側的測量、地勘作業。
2021年11月24日上午10時，中共中央台辦在新聞發布廳舉行例行新聞發布會，福建省有關方面已經完成與金門、馬祖通橋的初步技術方案。
2022年7月4日，国家发展改革委及交通运输部联合发布的国家公路网规划中提到新增 泉金高速、 厦金高速。
2023年2月3日，厦门市发展和改革委员会公示《关于厦门市第三东通道项目可行性研究报告的批复》（厦发改审批〔2023〕14号）。
2023年7月9日，福建省公共资源交易电子公共服务平台发布《厦门第三东通道工程A1标段施工招标公告》，该公告披露厦门第三东通道项目及A1标段简要情况，还提及该项目初步设计及概算已由中华人民共和国交通运输部以《交通运输部关于G1534厦金高速厦门本岛至大嶝岛段（厦门第三东通道）初步设计的批复》（交公路函〔2023〕322号）批准。
2023年8月14日，福建省公共资源交易电子公共服务平台公示《厦门第三东通道A1标段施工中标结果》。由中国交通建设股份有限公司、中交第二航务工程局有限公司、中交一公局集团有限公司组成的联合体，以39.1778亿元报价中标厦门第三东通道A1标段。
2023年10月29日，G1534厦金高速厦门本岛至大嶝岛段（即厦门市第三东通道）A1标段开工仪式在思明区观音山举行，A1标段的开工标志着厦门市第三东通道进入了实质性建设阶段。
2023年11月16日，福建省公共资源交易电子公共服务平台发布《厦门第三东通道工程A2、A3、A4、A5标段施工招标公告》，该公告披露厦门第三东通道项目A2、A3、A4、A5标段简要情况。

#### 互通枢纽设施
| 地区                                                                                         | 里程    | 类型          | 名称       | 连接                    | 说明 |
| -------------------------------------------------------------------------------------------- | ------- | ------------- | ---------- | ----------------------- | --- |
| 福建省 厦门市 思明区                                                                         | K2+271  | 枢纽 · 出入口 | 香山       | 吕岭路                  | |
| 福建省 厦门市 思明区                                                                         | K4+340  | 枢纽 · 出入口 | 观音山     | 环岛路                  | |
| 福建省 厦门市 翔安区                                                                         | K10+278 | 枢纽 · 出入口 | 欧厝       | 翔安支线                | 欧厝互通翔安方向出收费站即连接翔安区洪钟大道 |
| 福建省 厦门市 翔安区                                                                         | K17+509 | 主线收费站    | 主线收费站 | 主线收费站              | |
| 福建省 厦门市 翔安区                                                                         | K18+559 | 主线出入口    | 大嶝       | 大嶝                    | 本项目近期主线终点 |
| 福建省 厦门市 翔安区                                                                         | K19+460 | 枢纽 · 出入口 | 大嶝       | 沙金高速 (翔安机场高速) | 大嶝互通继续直行可直达厦门翔安国际机场。在大嶝互通右侧预留前往金门县方向主线接口。 该预留主线接口可继续建设高架前往规划在厦门翔安机场南面海域上设立互通枢纽及海关设施。 该规划互通枢纽可与 泉金高速实现互联。 该规划互通向东可通过 泉金高速前往泉州市南安市。 该规划互通向南继续沿 厦金高速前往终点金门县五龙山。 |
| 福建省 金门县                                                                                | 预计K22 | 主线出入口    | 五龙山     | 五龙山                  | 泉金高速 厦金高速 共线终点 沙金高速 |
| 1.000 英里 = 1.609 千米；1.000 千米 = 0.621 英里 并行路段 • 已关闭／取消 • 限制进入 • 未开放 |         |               |            |                         | |

### 金門
2006年，金門縣政府曾委托技术顾问机构办理「金厦（嶝）大桥兴建工程可行性及方案研究报告」，建议由金门县五龍山直接銜接至廈門市的大嶝島。但由于大嶝岛上的厦门翔安国际机场业已填海施工中，并往金门方向增建两条跑道，该规划路线已经不符合实际情况。
金门县政府表示，研讨会仅针对大桥兴建工程的技术层面作学术探讨，并不包括通桥的政策层面。大陸委員會则表示，金门、马祖与中国大陆福建地区通桥议题，「现阶段并无必要性及急迫性」，且涉及两岸协调沟通及未来两岸关系发展等复杂敏感问题，影响十分深远，涉及中央职权，须由中央政府全盘衡量及审慎评估。
2014年6月9日，在廈門舉辦的由厦门市泉州商会承办的“两岸民间推动金门三大项目”新闻发布会上，以“高调行善”著称的江苏黄埔投资有限公司董事长陈光标在厦门宣布，愿意出资15亿元支持金厦大桥建设。台湾光彩实业股份有限公司与天下一家投资有限公司签订三大项目整体框架协议，陈光标与台湾光彩金厦和平大桥股份公司签订了战略框架协议，成立金厦和平大桥BOT项目公司并带头注资15亿元。陈光标表示这些作为金廈跨海大桥保证金，他绝对不会中途撤资。陈光标投资金厦跨海大桥的目标很远大，但能不能得到两岸的批准立项仍然有待时间来检验。
2022年6月18日，台北市長柯文哲到訪金門，表示支持修建金門到廈門的跨海大橋。但此言論立即受到民主進步黨反對，認為金廈大橋將「引狼入室」，並比喻柯文哲為現代吳三桂。
2023年9月20日，兴建金厦大桥公投第一阶段连署提案，金门县拟送行政院认定。
2023年10月11日，國民黨立委陳玉珍於立院審查中選會委員提名人時，要求5位被提名人對「金廈大橋」公投表態。中選會委員陳月端回應，金廈大橋是屬全國公投還是地方性公投，仍有部分疑慮待釐清；中選會委員蒙志成、被提名人游清鑫指出，此事可能涉及兩岸問題，因此到底屬地方事務還是兩岸事務，還待釐清，內政部次長吳容輝說，此議題初步認定性質應不屬單純地方性公投，若提案，可能會是全國性公投。